# Езерото Кадо (филм)
„Езерото Кадо“ (на английски: Caddo Lake) е американски трилър от 2024 г. на режисьорите Селин Хелд и Лорън Джордж по техен сценарий, а продуцент е М. Найт Шаямалан. Във филма участват Дилън О'Брайън, Елиза Сканлън, Даяна Хупър, Карълайн Фолк, Сам Хенингс, Ерик Ландж и Лорън Амброуз. Премиерата на филма е излъчена в стрийиминг услугата „Макс“ на 10 октомври 2024 г.

## Актьорски състав
- Дилън О'Брайън – Парис
- Елиза Сканлън – Ели
- Карълайн Фолк – Ана
- Лорън Амброуз – Челесте
- Ерик Ландж – Даниел
- Сам Хенингс – Бел
- Даяна Хупър – Сий